# 岩渕真也
岩渕 真也（いわぶち しんや、1985年7月16日 - ）は、日本の元プロボクサー。埼玉県八潮市出身。第36代日本スーパーライト級王者。草加有沢ボクシングジム所属。花咲徳栄高等学校卒業。高校の同期に渡部あきのり。担当トレーナーは高校の先輩でもある有澤和広（カズ有沢）で、入場曲も有沢が現役時代に使用したイースト17「HOUSE OF LOVE」。

## 来歴
高校生の時にボクシングを始める。
2004年2月2日のプロデビューから2連敗。
2005年4月5日、デビュー戦の相手だった石山翔と再戦。4回TKOで初勝利をあげた。
2010年、バイク運転中の事故で右膝後十字および右手親指靭帯を断裂。
2011年10月15日、2011年「最強後楽園」日本タイトル挑戦権獲得トーナメントスーパーライト級決勝で麻生興一（角海老宝石）と対戦し、1回1分37秒TKO勝ちを収め、「最強後楽園」優勝を果たすと共に最優秀選手賞を受賞した。
2012年2月13日、和宇慶勇二（ワタナベ）が持つ日本スーパーライト級王座に挑戦し、7回KOで王座奪取。
2012年6月29日、小澤剛に判定勝ちで初防衛を果たし、11月3日、2度目の防衛戦では同級4位で元王者の長瀬慎弥を7回KOで下した。
2013年2月11日、指名挑戦者の細川バレンタイン（宮田）に8回TKO勝ちを収めて3度目の防衛に成功した。
2013年3月2日、日本スーパーライト級王座を返上。
2013年4月21日、日韓親善対抗戦のメインイベントとしてWBC世界スーパーライト級8位でOPBF東洋太平洋スーパーライト級王者の金民旭（韓国）と対戦し、12回0-3（114-116、115-117、113-116）の判定負けを喫し王座獲得に失敗した。
2013年10月28日、後楽園ホールで小川浩一とスーパーライト級8回戦を行い、4回2分49秒TKO勝ちを収めた。
2014年2月28日、後楽園ホールでWBO世界スーパーライト級12位のジムレックス・ハカと141ポンド契約8回戦を行い、7回45秒TKO勝ちを収めた。
2014年3月15日、WBOは最新ランキングを発表し、上述のハカ戦を制した岩渕をWBO世界スーパーライト級11位にランクインした。
2014年8月11日、後楽園ホールでOPBF東洋太平洋スーパーライト級王者の小原佳太と対戦し、12回19秒TKO負けを喫し王座獲得に失敗した。
2015年2月10日、後楽園ホールで行われた「DANGAN122」でルイス・アラグアヤンと対戦し、7回1分21秒KO勝ちを収めた。
2015年5月2日、後楽園ホールで行われた「DANGAN127」で日本スーパーライト級8位の吉田龍生とスーパーライト級8回戦を行い、6回2分41秒TKO勝ちを収めた。
2015年9月5日、後楽園ホールで行われた「DANGAN138」でロメオ・ジャコサレムとスーパーライト級8回戦を行い、3回2分59秒TKO勝ちを収めた。
2016年2月11日、後楽園ホールで行われた「ダイヤモンドグローブ/DANGAN153」で小原佳太の王座返上に伴いOPBF東洋太平洋スーパーライト級4位のアル・リベラとOPBF東洋太平洋スーパーライト級王座決定戦を行い、7回1分25秒TKO負けを喫し王座獲得に失敗した。
2016年4月18日、自身のブログで現役引退を表明した。
2016年7月8日、同日付で日本ボクシングコミッションに引退届を提出した。
2017年11月11日、後楽園ホールで行われた「DANGAN200」で引退式を行った。

## 戦績
- プロボクシング：32戦26勝（22KO）6敗

| 戦           | 日付           | 勝敗 | 時間     | 内容          | 対戦相手                           | 国籍                      | 備考                                                 |
| ------------ | -------------- | ---- | -------- | ------------- | ---------------------------------- | ------------------------- | ---------------------------------------------------- |
| 1            | 2004年2月2日   | ★    | 4R 0:31  | 負傷判定(1-2) | 石山翔                             | 日本 （ワタナベ）         | プロデビュー戦                                       |
| 2            | 2004年9月13日  | ★    | 4R       | 判定(0-3)     | 眞榮城寿志                         | 日本 （角海老宝石）       |                                                      |
| 3            | 2005年4月5日   | ☆    | 4R 1:11  | TKO           | 石山翔                             | 日本 （ワタナベ）         |                                                      |
| 4            | 2005年9月25日  | ☆    | 3R 2:01  | TKO           | 斉藤義明                           | 日本 （F原田）            |                                                      |
| 5            | 2006年3月1日   | ☆    | 1R 2:56  | TKO           | 中島大介                           | 日本 （足利JK）           |                                                      |
| 6            | 2006年5月29日  | ☆    | 4R       | 判定(3-0)     | 高橋尚貴                           | 日本 （角海老宝石）       |                                                      |
| 7            | 2006年9月5日   | ☆    | 4R 2:17  | TKO           | 遠藤勉                             | 日本 （野口）             |                                                      |
| 8            | 2006年12月6日  | ☆    | 6R       | 判定(3-0)     | 生田真敬                           | 日本 （ワタナベ）         |                                                      |
| 9            | 2007年4月5日   | ☆    | 5R 2:09  | TKO           | 池田俊輔                           | 日本 （角海老宝石勝又）   |                                                      |
| 10           | 2007年7月4日   | ☆    | 3R 1:51  | KO            | ソムヌック・ソーウォラピン         | タイ                      |                                                      |
| 11           | 2007年12月3日  | ☆    | 6R 2:59  | TKO           | 豊嶋耕志                           | 日本 （F原田）            |                                                      |
| 12           | 2008年3月4日   | ☆    | 2R 2:54  | TKO           | チョークチャラーム・ウォースラポン | タイ                      |                                                      |
| 13           | 2008年7月9日   | ★    | 8R       | 判定(0-3)     | 小出大貴                           | 日本 （緑）               |                                                      |
| 14           | 2008年12月1日  | ☆    | 1R 2:51  | TKO           | 田中慎吾                           | 日本 （西城）             |                                                      |
| 15           | 2009年4月6日   | ☆    | 3R 0:42  | KO            | サードトラ・サンデージム           | タイ                      |                                                      |
| 16           | 2009年10月5日  | ☆    | 4R 2:59  | KO            | 森下裕己                           | 日本 （協栄）             |                                                      |
| 17           | 2010年7月1日   | ☆    | 1R 2:58  | TKO           | ジョスマル・ケフィ                 | インドネシア              |                                                      |
| 18           | 2011年2月2日   | ☆    | 8R       | 判定(3-0)     | 小竹雅元                           | 日本 （三迫）             |                                                      |
| 19           | 2011年7月6日   | ☆    | 4R 0:47  | TKO           | 小池浩太                           | 日本 （ワタナベ）         | 2011最強後楽園トーナメント/スーパーライト級準決勝    |
| 20           | 2011年10月15日 | ☆    | 1R 1:37  | TKO           | 麻生興一                           | 日本 （角海老宝石）       | 2011最強後楽園トーナメント/スーパーライト級決勝/優勝 |
| 21           | 2012年2月13日  | ☆    | 7R 1:34  | KO            | 和宇慶勇二                         | 日本 （ワタナベ）         | 日本スーパーライト級タイトルマッチ・王座獲得         |
| 22           | 2012年6月29日  | ☆    | 10R      | 判定(3-0)     | 小澤剛                             | 日本 （18鴻巣）           | 日本王座防衛1                                        |
| 23           | 2012年11月3日  | ☆    | 7R 2:51  | KO            | 長瀬慎弥                           | 日本 （F赤羽）            | 日本王座防衛2                                        |
| 24           | 2013年2月11日  | ☆    | 8R 2:00  | TKO           | 細川バレンタイン                   | 日本 （宮田）             | 日本王座防衛3                                        |
| 25           | 2013年4月21日  | ★    | 12R      | 判定(0-3)     | 金民旭                             | 韓国                      | OPBF東洋太平洋スーパーライト級タイトルマッチ         |
| 26           | 2013年10月28日 | ☆    | 4R 2:49  | TKO           | 小川浩一                           | 日本 （F原田）            |                                                      |
| 27           | 2014年2月28日  | ☆    | 7R 0:45  | TKO           | ジムレックス・ハカ                 | フィリピン                |                                                      |
| 28           | 2014年8月11日  | ★    | 12R 0:19 | TKO           | 小原佳太                           | 日本 （三迫）             | OPBF東洋太平洋スーパーライト級タイトルマッチ         |
| 29           | 2015年2月10日  | ☆    | 7R 1:21  | KO            | ルイス・アラグアヤン               | ベネズエラ                |                                                      |
| 30           | 2015年5月2日   | ☆    | 6R 2:41  | TKO           | 吉田龍生                           | 日本 （本田フィットネス） |                                                      |
| 31           | 2015年9月5日   | ☆    | 3R 2:59  | TKO           | ロメオ・ジャコサレム               | フィリピン                |                                                      |
| 32           | 2016年2月11日  | ★    | 7R 1:25  | TKO           | アル・リベラ                       | フィリピン                | OPBF東洋太平洋スーパーライト級王座決定戦             |
| テンプレート |                |      |          |               |                                    |                           |                                                      |

## 獲得タイトル
- 2011年「最強後楽園」日本タイトル挑戦権獲得トーナメントスーパーライト級優勝
- 2011年「最強後楽園」日本タイトル挑戦権獲得トーナメント最優秀選手賞
- 第36代日本スーパーライト級王座（防衛3=返上）